# 商酒务站
商酒务站是位于河南宝丰县商酒务镇的一个铁路车站，邮政编码467494。车站建于1970年，有焦柳铁路经过该站，现仅办理货运业务，不办理客运业务。车站距离月山站236公里，隶属郑州铁路局洛阳车务段，是四等站，本站及相邻上下行区间均为电气化区段。